# Paul Ehrlich
Paul Ehrlich sinh ngày 14 tháng 3 năm 1854, mất ngày 20 tháng 8 năm 1915, là một bác sĩ người Đức và một nhà khoa học làm việc trong lĩnh vực huyết học, miễn dịch và hóa trị liệu kháng khuẩn.
Phòng thí nghiệm của ông đã phát hiện ra arsphenamine (Salvarsan), thuốc điều trị hiệu quả đầu tiên cho bệnh giang mai, từ đây khái niệm hóa học được bắt đầu. Ehrlich phổ biến khái niệm một "viên đạn ma thuật". Ông cũng đã có những đóng góp vô cùng quan trọng cho sự phát triển của kháng huyết thanh để chống lại bệnh bạch hầu và tạo ra một phương pháp chuẩn hóa huyết thanh trị liệu.
Năm 1908, ông nhận giải Nobel Sinh lý học và Y khoa vì những đóng góp của ông trong lĩnh vực miễn dịch học. Ông là người sáng lập và là giám đốc đầu tiên của Học viện Paul Ehrlich (tên gọi bây giờ).
Sinh ngày 14 tháng 3 năm 1854 ở Strehlen ở Silesia trong vùng Ba Lan. Paul Ehrlich là con thứ hai của Rosa (Weigert) và Ismar Ehrlich. Cha của ông là chủ trọ và là nhà sưu tập xổ số hoàng gia ở Strehelen, một thị trấn của 5.000 dân ở tỉnh Lower Silesia, hiện là Ba Lan. Ông nội của ông, Heymann Ehrlich, đã từng là một công nhân của nhà máy chưng cất và quản lý quán rượu khá thành công. Ismar Ehrlich là lãnh đạo của cộng đồng Do Thái địa phương.
Sau khi học tiểu học, Paul đã tham dự trường trung học Maria-Magdalenen-Gymnasium ở Breslau, nơi ông đã gặp Albert Neisser, người sau này trở thành một đồng nghiệp chuyên nghiệp của ông. Là một cậu học trò với niềm cảm hứng mê say từ anh em họ Karl Weigert, người sở hữu một trong những vi mô đầu tiên, ông trở nên bị quyến rũ bởi quá trình nhuộm các chất mô cực. Ông vẫn giữ được sự quan tâm đó trong các nghiên cứu y học tiếp theo của mình tại các trường đại học ở Breslau, Strasbourg, Freiburg im Breisgau và Leipzig. Sau khi tốt nghiệp tiến sĩ năm 1882, ông làm việc tại Charité ở Berlin với tư cách là trợ lý y tế của Theodor Frerichs, người sáng lập ra y học lâm sàng thực nghiệm, tập trung vào mô học, huyết học và hóa học màu (thuốc nhuộm).
Ông kết hôn với Hedwig Pinkus vào năm 1883. Hai vợ chồng có hai con gái, Stephanie và Marianne. Sau khi hoàn thành chương trình giáo dục tại trường y khoa Charité nổi tiếng và hoàn thành việc giảng dạy bệnh viện ở Berlin vào năm 1886, Ehrlich đã đi đến Ai Cập và các nước khác vào năm 1888 và 1889, một phần để chữa bệnh cho những bệnh nhân mắc bệnh lao. Khi trở về, ông thành lập một cơ sở y tế tư nhân và phòng thí nghiệm nhỏ ở Berlin-Steglitz. Năm 1891, Robert Koch đã mời Ehrlich tham gia vào đội ngũ nhân viên tại Bệnh viện Nhi Đồng Berlin, tại đây năm 1896 đã mở một chi nhánh mới, Viện Nghiên cứu và Kiểm nghiệm Huyết thanh, được thành lập theo chuyên môn của Ehrlich. Ehrlich trở thành giám đốc sáng lập.

## Nghiên cứu bệnh giang mai[2]
Ehrlich đã có một số viện nghiên cứu của mình cũng như các quỹ nghiên cứu khá lớn. Ông cũng có một đội ngũ nhân viên có năng lực cao; trên thực tế, đồng nghiệp Hata Sahachirō đã đóng góp rất nhiều cho thành công cuối cùng của ông trong cuộc chiến chống lại bệnh giang mai. Sự chuẩn bị 606 của ông, sau này được gọi là Salvarsan, có hiệu quả và vô hại. Các thử nghiệm đầu tiên, được công bố vào mùa xuân năm 1910, đã chứng minh thành công đáng ngạc nhiên của ông trong việc điều trị toàn bộ bệnh tật; trong trường hợp đau thắt ngạnh, một bệnh giống như bệnh giang mai, một mũi tiêm của ông có thể chữa trị tất cả.
Sự tàn phá do bệnh giang mai gây ra đã yêu cầu thế giới phải có một loại vũ khí mới chống lại căn bệnh này. Tuy nhiên, Ehrlich vẫn chưa công bố phát hiện của mình cho mục đích sử dụng chung, ông đã làm như vậy vài trăm thử nghiệm lâm sàng nhưng không đủ trong trường hợp chế tạo arsen, việc tiêm thuốc đòi hỏi phải có những biện pháp phòng ngừa đặc biệt. Trong một giao dịch chưa từng có, nhà sản xuất mà Ehrlich đã hợp tác chặt chẽ với Farbwerke-Hoechst, đã phát hành tổng cộng 65.000 đơn thuốc miễn phí cho các bác sĩ trên toàn cầu. Mặc dù các tác dụng phụ có hại vẫn tồn tại, một số đối thủ cạnh tranh ghen tị không ngần ngại tấn công Ehrlich. Sự khác biệt lớn nhất được trao cho Ehrlich là bởi nhà nước Prussian với tiêu đề "Wirklicher Geheimer Rat", hoặc Nghị sĩ Hữu nghị, với cụm từ "Exzellenz". Cùng với nhiều danh hiệu khác, Ehrlich đã được trao tặng bằng tiến sĩ danh dự của Đại học Oxford, Chicago, và Athens và trở thành một công dân danh dự của Frankfurt am Main, nơi mà viện trợ ông thành lập vẫn còn mang tên ông. Sau khi bị đột quỵ lần đầu tiên vào tháng 12 năm 1914, Ehrlich đã phải chịu một đợt đột quy lần thứ hai vào tháng 8 năm sau.